# Prima Categoria Trentino-Alto Adige 1972-1973
Nella stagione 1972-1973 la Promozione era il quinto livello del calcio italiano (il massimo livello regionale). Qui vi sono le statistiche relative al campionato in Trentino-Alto Adige.
Il campionato è strutturato in vari gironi all'italiana su base regionale, gestiti dai Comitati Regionali di competenza. Promozioni alla categoria superiore e retrocessioni in quella inferiore non erano sempre omogenee; erano quantificate all'inizio del campionato dal Comitato Regionale secondo le direttive stabilite dalla Lega Nazionale Dilettanti, ma flessibili, in relazione al numero delle società retrocesse dal Campionato Interregionale e perciò, a seconda delle varie situazioni regionali, la fine del campionato poteva avere degli spareggi sia di promozione che di retrocessione.
Il Comitato Regionale Trentino-Alto Adige organizzò 2 campionati di Prima Categoria.

Il campionato di Promozione fu organizzato a partire dalla stagione 1974-75.

## Girone A

### Classifica
|  |     | Girone A Trentino-Alto Adige 1972-73   | Pt | G  | V  | N  | P  | GF | GS |
|  | --- | -------------------------------------- | -- | -- | -- | -- | -- | -- | -- |
|  | 1.  | U.S. Mori, Mori                        | 45 | 26 | 19 | 7  | 0  | 56 | 20 |
|  | 2.  | U.S. Rinascita, Levico Terme           | 38 | 26 | 13 | 12 | 1  | 41 | 21 |
|  | 3.  | U.S. Varone, Varone di Riva del Garda  | 34 | 26 | 14 | 7  | 5  | 41 | 23 |
|  | 3.  | S.S. Settaurense, Storo                | 34 | 26 | 14 | 6  | 6  | 41 | 29 |
|  | 5.  | U.S. Calliano, Calliano                | 33 | 26 | 13 | 7  | 6  | 42 | 23 |
|  | 6.  | S.S. Benacense, Riva del Garda         | 31 | 26 | 11 | 9  | 6  | 39 | 22 |
|  | 7.  | U.S. Tione, Tione di Trento            | 23 | 26 | 7  | 9  | 10 | 28 | 31 |
|  | 8.  | U.S. Gardolo, Gardolo                  | 22 | 26 | 7  | 8  | 11 | 29 | 33 |
|  | 8.  | U.S. Stadium I.S.I., Pergine Valsugana | 22 | 26 | 7  | 8  | 11 | 31 | 36 |
|  | 10. | U.S. Fornace, Fornace                  | 21 | 26 | 6  | 9  | 11 | 35 | 39 |
|  | 11. | G.S. Torre Franca, Mattarello          | 20 | 26 | 7  | 6  | 13 | 31 | 51 |
|  | 12. | U.S. Volano, Volano                    | 18 | 26 | 6  | 6  | 14 | 33 | 49 |
|  | 13. | U.S. Pieve di Bono, Pieve di Bono      | 16 | 26 | 3  | 10 | 13 | 27 | 49 |
|  | 14. | U.S. Rangoni Aquila, Trento            | 7  | 26 | 1  | 5  | 20 | 21 | 69 |

Verdetti
- Il Mori va allo spareggio per la promozione in Serie D.
- Torre Franca, Pieve di Bono e Rangoni Aquila retrocedono in Seconda Categoria.

## Girone B

### Classifica
|  |     | Girone B Trentino-Alto Adige 1972-73                 | Pt | G  | V  | N  | P  | GF | GS |
|  | --- | ---------------------------------------------------- | -- | -- | -- | -- | -- | -- | -- |
|  | 1.  | U.S. Passirio, Merano                                | 44 | 26 | 19 | 6  | 1  | 52 | 13 |
|  | 2.  | A.C. Merano, Merano                                  | 43 | 26 | 19 | 5  | 2  | 77 | 24 |
|  | 3.  | U.S. Lana, Lana d'Adige                              | 34 | 26 | 13 | 8  | 5  | 37 | 15 |
|  | 3.  | U.S. Rotaliana, Mezzolombardo                        | 31 | 26 | 10 | 11 | 5  | 32 | 30 |
|  | 5.  | U.S. Dolomitica, Predazzo                            | 30 | 26 | 9  | 12 | 5  | 31 | 27 |
|  | 6.  | U.S. Termeno / Tramin, Termeno sulla Strada del Vino | 26 | 26 | 9  | 8  | 9  | 34 | 28 |
|  | 7.  | S.S.V. Brunico / Bruneck, Brunico                    | 25 | 26 | 9  | 7  | 10 | 34 | 31 |
|  | 7.  | F.C. Appiano / Eppan, Appiano sulla Strada del Vino  | 25 | 26 | 7  | 11 | 8  | 36 | 38 |
|  | 9.  | A.C. Mezzocorona, Mezzocorona                        | 19 | 26 | 4  | 11 | 11 | 28 | 49 |
|  | 10. | A.S. Virtus Don Bosco, Bolzano                       | 18 | 26 | 4  | 10 | 12 | 18 | 32 |
|  | 10. | A.C. Laces / Latsch, Laces                           | 18 | 26 | 5  | 8  | 13 | 21 | 39 |
|  | 10. | Pol. Vipiteno / Sterzing, Vipiteno                   | 18 | 26 | 5  | 8  | 13 | 22 | 45 |
|  | 13. | G.S. Gloria, Bressanone                              | 17 | 26 | 6  | 5  | 15 | 23 | 51 |
|  | 14. | U.S. Garibaldina, S.Michele all'Adige                | 16 | 26 | 4  | 8  | 14 | 20 | 43 |

Verdetti
- Il Passirio va allo spareggio per la promozione in Serie D.
- Gloria e Garibaldina retrocedono in Seconda Categoria.